# Mange Makers
Mange Makers est un groupe de musique électronique suédois fondé en 2011 à Stockholm et ayant acquis une certaine notoriété grâce à la diffusion sur YouTube de ses clips vidéos.

## Histoire
Le groupe est fondé en 2011 à Stockholm par Peter Balazs (Bacall) 2011-2014, Didrik Rastbäck, Max Christensson et Max Henriksson. Il connait le succès immédiatement après la publication en juin 2011 sur le site YouTube du clip vidéo de la chanson Fest Hos Mange, qui cumule en deux jours près d'un million de vues. La chanson atteint également la première place des téléchargements sur iTunes.
Paraît la même année le single Jul Hos Mange, puis le tube Mange bjuder qui se classe deuxième dans les chart suédois. En 2012 enfin, le groupe publie le clip de la chanson Drick Den sur sa chaîne YouTube.

## Discographie
| Année | Single                    | Meilleure position (SWE) |
| ----- | ------------------------- | ------------------------ |
| 2011  | Fest Hos Mange            | 9                        |
| 2011  | Jul Hos Mange             | 26                       |
| 2011  | Mange Bjuder              | 2                        |
| 2012  | Drick Den                 | 9                        |
| 2012  | Mange för en dag          | 60                       |
| 2013  | Inte en krona             | 47                       |
| 2014  | Vakna                     | —                        |
| 2015  | Mange kommer hem till dig | —                        |